# Junbu, Jiangxi
Junbu är en sockenhuvudort i Kina. Den ligger i provinsen Jiangxi, i den sydöstra delen av landet, omkring 220 kilometer söder om provinshuvudstaden Nanchang. Antalet invånare är 11 453. Befolkningen består av 5 487 kvinnor och 5 966 män. Barn under 15 år utgör 23,0 %, vuxna 15-64 år 68 %, och äldre över 65 år 8,0 %.
Runt Junbu är det ganska tätbefolkat, med 185 invånare per kvadratkilometer. Närmaste större samhälle är Liangcun, 18,4 km sydväst om Junbu. I omgivningarna runt Junbu växer i huvudsak blandskog.
Genomsnittlig årsnederbörd är 2 107 millimeter. Den regnigaste månaden är juni, med i genomsnitt 314 mm nederbörd, och den torraste är oktober, med 22 mm nederbörd.